# Battaglia di Caen (1346)
La battaglia di Caen nel 1346 è una battaglia combattuta per le strade della città francese durante l'invasione della Normandia ad opera di Edoardo III d'Inghilterra nel corso della guerra dei cent'anni.

## L'arrivo in Francia
La campagna era cominciata l'11 luglio, quando la flotta di Edoardo era partita dal sud dell'Inghilterra, sbarcando il giorno successivo presso Saint-Vaast-la-Hougue, a venti miglia da Cherbourg. Si stima che le forze inglesi ammontassero a 12000 o forse 15000 uomini (inglesi e gallesi, ma anche mercenari tedeschi e bretoni); alle forze di invasione si aggiunsero alcuni baroni locali, insoddisfatti di Filippo VI di Francia. L'esercito di Edoardo marciò verso Sud, con l'intenzione di condurre una chevauchée, ovvero una serie di scorrerie sul suolo francese per minare il morale e le forze del paese; i suoi uomini bruciarono diverse città, razziando quanto più poterono dalla popolazione. Le città di Carentan, Saint-Lô e Torteval vennero saccheggiate al passaggio dell'esercito che avanzava verso Caen, il centro religioso, economico e politico della regione, vero obbiettivo di Edoardo, che sperava di assestare un grave colpo ai francesi distruggendola.
La città di Caen era divisa in due parti. Si trovava sulla riva settentrionale dell'Orne ed era ulteriormente divisa da un ramo del fiume Odon che divideva la città nella parte nuova ed in quella vecchia. La città vecchia era fortificata e possedeva un castello imponente, ma era vulnerabile nei tratti nei quali le mura erano crollate. La città nuova era una zona ricca, abitata da mercanti e latifondisti e si trovava sull'isola formata dall'Orne ed il suo ramo che divideva la città. Questa parte della città era maggiormente difendibile, essendo il suo perimetro delimitato dal fiume ed essendo i ponti verso le altre rive fortificati. Era tuttavia possibile per un uomo guadare il fiume, soprattutto in estate; a queste difese naturali vanno aggiunte le due abbazie fortificate alle due estremità della città, che potevano fungere da bastioni contro l'attacco.

## La battaglia
L'esercito inglese arrivò sotto le mura della città il 26 luglio, e si impossessò subito delle due abbazie indifese, iniziando poi a pianificare l'assalto alla città vecchia, non possedendo l'esercito di Edoardo armi d'assedio. I difensori francesi, guidati da Raoul II di Brienne, avevano in origine pianificato la difesa della città vecchia e del castello, ma le forti pressioni degli abitanti della città nuova a spostare la linea difensiva sull'isola dopo l'arrivo degli inglesi; il frettoloso rischieramento portò a trascurare ulteriori precauzioni per la difesa della città.
Non essendo più necessario il piano d'assalto originale, gli inglesi modificarono l'asse della loro avanzata, attaccando i ponti fortificati dalla riva settentrionale, mentre un piccolo contingente venne inviato a bloccare i trecento soldati lasciati a difesa del castello agli ordini del vescovo di Bayeux Guillaume Bertrand. Mentre ancora Edoardo schierava le proprie truppe, pare che la fanteria inglese, desiderosa di saccheggiare la città nuova, anticipasse l'ordine dell'attacco; formalmente l'attacco venne condotto da Thomas de Beauchamp, William de Bohun e Richard Talbot, anche se probabilmente questi ultimi mal controllavano l'impeto dei soldati ai loro ordini. Quando Edoardo vide che 'assalto era cominciato troppo presto, ordinò la ritirata, venendo ignorato tuttavia dalle sue truppe.
Quando centinaia di soldati inglesi attraversarono il fiume sui ponti ed attaccarono corpo a corpo l'intera guarnigione francese, gli arcieri con arco lungo inglesi ed i lancieri gallesi guadarono il fiume, alcuni usando barche non rimosse dalla riva settentrionale durante il rischieramento; troppo pochi per difendere l'intera riva, i francesi non riuscirono a respingere le truppe di Edoardo, che attaccarono anche da tergo i difensori dei ponti. Dopo poco le difese della città crollarono, e mentre alcuni si trinceravano nella torre di guardia del ponte ed alcuni fuggivano a cavallo verso il castello, coloro che si diedero alla fuga vennero uccisi; vennero fatti pochi prigionieri.

## L'esito della battaglia
L'esercito inglese, ormai vittorioso, si diede al saccheggio della città, bruciandola in gran parte e razziando oro e preziosi, uccidendo circa la metà della popolazione della città, con la popolazione rimanente in fuga verso le campagne, inseguita dalla cavalleria. Almeno 2 500 francesi vennero sepolti in fosse comuni fuori dalla città, ed il numero di morti pare aver raggiunto i 5000. Le perdite inglesi non vengono riportate, anche se le perdite fra gli arcieri ed i lancieri devono essere state alte. Il sacco della città continuò per cinque giorni, durante i quali Edoardo tentò invano di prendere il castello e rese omaggio alla tomba del suo antenato Guglielmo il Conquistatore (sepolto in città).
L'esercito inglese si mosse il 1º agosto, lasciandosi alle spalle la città devastata e puntando verso sud, verso la Senna ed eventualmente Parigi (anche se Edoardo negava quest'intenzione). Le successive battaglie di Blanchetaque e di Crecy nonché l'assedio di Calais permisero di stabilire una presenza inglese nel nord della Francia che sarebbe durata duecento anni.

## Nella letteratura
- Il romanzo di Bernard Cornwell L'arciere del re fornisce una versione romanzata ma abbastanza accurata della battaglia.
- Il romanzo di Ken Follet Mondo senza fine descrive la battaglia in forma romanzata.